# Aruba nos Jogos Pan-Americanos de 1999
Aruba competiu nos Jogos Pan-Americanos de 1999 em Winnipeg, no Canadá.